# 嘉兴市
嘉兴市（吴语拼音：Kā shīng，IPA：/gᴀɕiŋ/），简称禾、嘉，古称由拳、禾兴、秀州，是中华人民共和国浙江省下辖的地级市，位于浙江省东北部。市境南隔钱塘江与杭州市、绍兴市、宁波市相接，西临湖州市，西北界江苏省苏州市，东北达上海市，东隔杭州湾与舟山市相望。地处杭嘉湖平原中东部，全境地势平坦。京杭运河斜贯，境内河港湖荡密布，市人民政府驻南湖区广场路。
嘉兴为国家历史文化名城，建制始于秦，嘉兴乌镇是世界互联网大会永久会址。是典型的江南水乡，自古繁华富庶，素称“鱼米之乡、丝绸之府”，现为长江三角洲城市群重要城市，位处上海、杭州、苏州、宁波等城市之间，地理位置优越。

## 历史

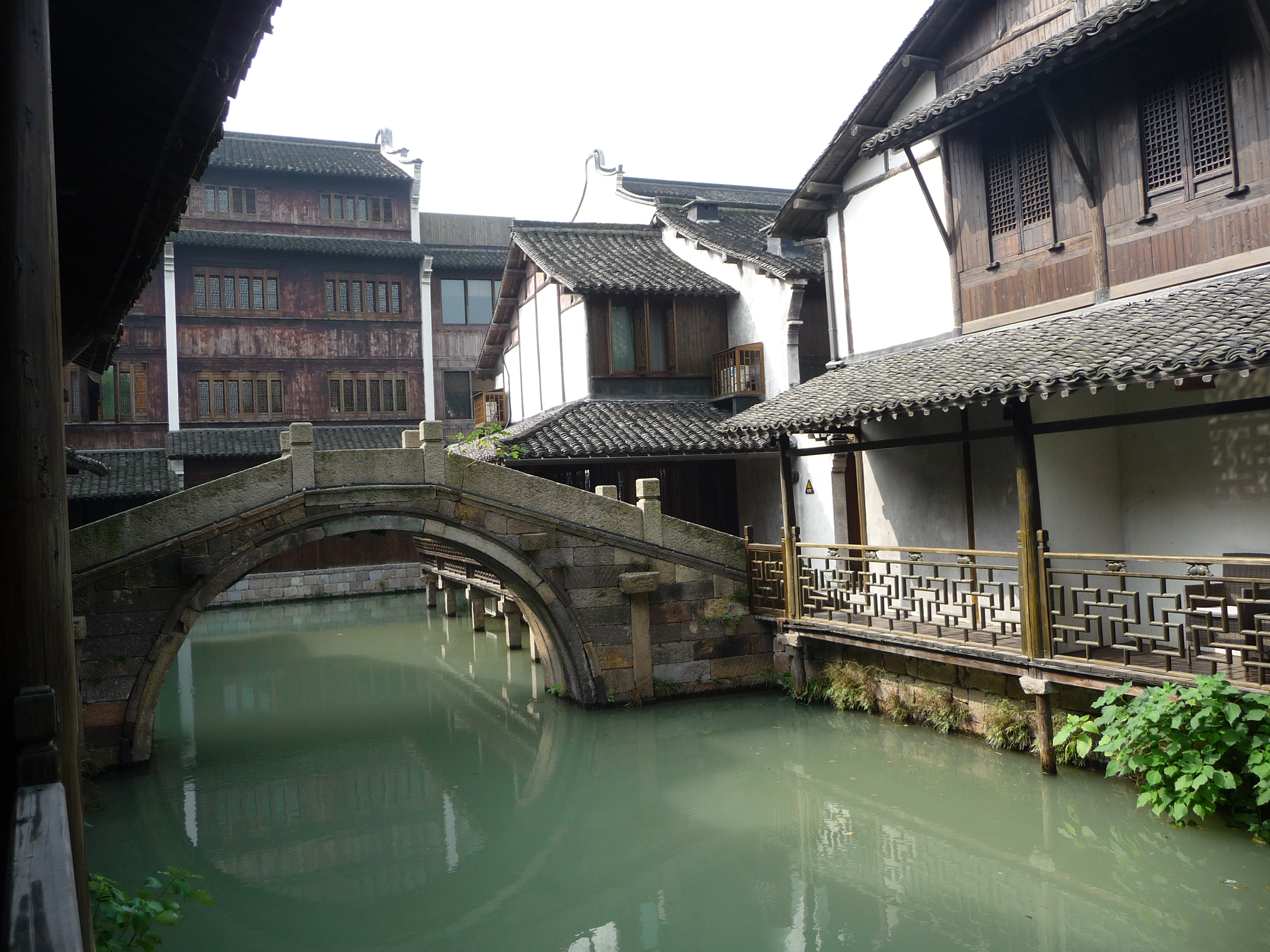
嘉兴辖区内的乌镇古镇

嘉兴的历史长达7000年，这里也是中国南方文明的发源地之一。是环太湖文化区的发源地。可追溯至新石器时代，为马家浜文化发祥地。为中国歷朝历代的粮食提供地，被誉为“天下粮仓”。
春秋时，此地名长水，又称槜李，吴越两国在此角逐。战国时，划入楚境。秦置由拳县、海盐县，属会稽郡。
三国时吴国析由拳县南境、海盐县西境置盐官县。吴黄龙三年（231年），“由拳野稻自生”，吴大帝孙权以为祥瑞，改由拳为禾兴，赤乌五年（242年）改称嘉兴。
隋朝开凿江南河，即杭州经嘉兴到镇江的大运河，给嘉兴带来灌溉舟楫之利。
唐代嘉兴屯田27处，“浙西三屯，嘉禾为大”，嘉兴成为中国东南重要产粮区。
北宋改秀州为嘉禾郡，南宋宁宗庆元元年（1195年）升郡为府，后改嘉兴郡。
明宣德四年（1429年）析嘉兴县西北境为秀水县，析东北境为嘉善县；析海盐县置平湖县；析崇德县置桐乡县，嘉兴府下辖7县，称一府七县。此后四五百年内嘉兴府县体制基本未再变动。嘉兴府因其重要性在明朝期间曾由中书省直接管辖。
明末清初的清顺治二年农历闰六月二十六日（1645年8月6日），清军攻破此处，因为嘉兴军民拒绝接受清朝廷的剃发令，后进行了惨绝人寰的嘉兴屠城，使嘉兴不复当年繁华，通过调查，当年嘉兴被屠杀五十万人，嘉兴的社会发展、经济、文化传播等一落千丈。
清朝中期，多次对杭州湾沿岸海塘进行修筑，嘉兴社会经济逐渐好转，市镇恢复繁荣。
民国十一年（1921年）年8月3日，中国共产党第一次全国代表大会在嘉兴南湖的一艘游船完成了大会的议程。1993年11月，嘉兴城区更名为秀城区；1999年6月，郊区更名为秀洲区，2005年嘉兴秀城区更名为南湖区。

## 地理
嘉兴市位于浙江省东北部、长江三角洲杭嘉湖平原腹地，是长江三角洲及京杭大运河沿线的重要城市之一，是中国唯一一个京杭大运河绕城一圈的城市。市境介于东经120°18’至121°16’与北纬30°21’至3l°2’之间，东临东海，西接天目苕溪，大运河贯穿境内。嘉兴市境陆域东西长92公里，南北宽76公里，陆地面积3915平方公里，其中平原面积3477平方公里，水域面积328平方公里，丘陵山地40平方公里，市境海域4650平方公里。市境地势低平，平均海拔3.7米(吴淞高程)。全市有山丘200余个，零星分布于钱塘江杭州湾北岸一带，海拔多在200米以下，市内最高点是位于海盐县与海宁市交界处的高阳山，海拔高度为251.6米。嘉兴地势大致呈东南向西北倾斜，市内河道纵横，湖泊众多，河道全长1.38万余公里，骨干河流57条，内河航运发达。
属于副热带季风气候。
| 嘉兴市气象数据（1981年至2010年） | 嘉兴市气象数据（1981年至2010年） | 嘉兴市气象数据（1981年至2010年） | 嘉兴市气象数据（1981年至2010年） | 嘉兴市气象数据（1981年至2010年） | 嘉兴市气象数据（1981年至2010年） | 嘉兴市气象数据（1981年至2010年） | 嘉兴市气象数据（1981年至2010年） | 嘉兴市气象数据（1981年至2010年） | 嘉兴市气象数据（1981年至2010年） | 嘉兴市气象数据（1981年至2010年） | 嘉兴市气象数据（1981年至2010年） | 嘉兴市气象数据（1981年至2010年） | 嘉兴市气象数据（1981年至2010年） |
| 月份                             | 1月                              | 2月                              | 3月                              | 4月                              | 5月                              | 6月                              | 7月                              | 8月                              | 9月                              | 10月                             | 11月                             | 12月                             | 全年                             |
| -------------------------------- | -------------------------------- | -------------------------------- | -------------------------------- | -------------------------------- | -------------------------------- | -------------------------------- | -------------------------------- | -------------------------------- | -------------------------------- | -------------------------------- | -------------------------------- | -------------------------------- | -------------------------------- |
| 平均高温 °C（°F）                | 8.0 (46.4)                       | 9.9 (49.8)                       | 14.0 (57.2)                      | 20.0 (68.0)                      | 25.3 (77.5)                      | 28.1 (82.6)                      | 32.5 (90.5)                      | 31.7 (89.1)                      | 27.6 (81.7)                      | 22.8 (73.0)                      | 17.1 (62.8)                      | 10.9 (51.6)                      | 20.7 (69.2)                      |
| 日均气温 °C（°F）                | 4.1 (39.4)                       | 5.9 (42.6)                       | 9.6 (49.3)                       | 15.2 (59.4)                      | 20.6 (69.1)                      | 24.3 (75.7)                      | 28.4 (83.1)                      | 27.9 (82.2)                      | 23.8 (74.8)                      | 18.4 (65.1)                      | 12.4 (54.3)                      | 6.4 (43.5)                       | 16.4 (61.5)                      |
| 平均低温 °C（°F）                | 1.0 (33.8)                       | 2.7 (36.9)                       | 6.2 (43.2)                       | 11.4 (52.5)                      | 16.8 (62.2)                      | 21.2 (70.2)                      | 25.1 (77.2)                      | 24.9 (76.8)                      | 20.6 (69.1)                      | 14.7 (58.5)                      | 8.6 (47.5)                       | 2.8 (37.0)                       | 13.0 (55.4)                      |
| 平均降水量 mm（）                | 67.9 (2.67)                      | 69.3 (2.73)                      | 113.2 (4.46)                     | 99.4 (3.91)                      | 100.5 (3.96)                     | 179.1 (7.05)                     | 149.7 (5.89)                     | 146.4 (5.76)                     | 109.8 (4.32)                     | 58.1 (2.29)                      | 56.5 (2.22)                      | 43.4 (1.71)                      | 1,193.3 (46.97)                  |
| 平均相對濕度（％）               | 79                               | 79                               | 79                               | 78                               | 78                               | 83                               | 82                               | 84                               | 84                               | 81                               | 80                               | 77                               | 80                               |
| 来源：中国气象数据网             |                                  |                                  |                                  |                                  |                                  |                                  |                                  |                                  |                                  |                                  |                                  |                                  |                                  |

## 政治

### 现任领导
| 机构     | · 中国共产党 · 嘉兴市委员会 | 嘉兴市人民代表大会 常务委员会 | 嘉兴市人民政府    | · 中国人民政治协商会议 · 嘉兴市委员会 |
| 职务     | 书记                        | 主任                          | 市长              | 主席                                  |
| -------- | --------------------------- | ----------------------------- | ----------------- | ------------------------------------- |
| 姓名     | 陈伟                        | 高玲慧（女）                  | 李军              | 陈利众                                |
| 民族     | 汉族                        | 汉族                          | 汉族              | 汉族                                  |
| 籍贯     | 浙江省舟山市                | 浙江省绍兴市                  | 湖北省蒲圻县      | 浙江省平湖市                          |
| 出生日期 | 1969年7月（55—56歲）        | 1963年11月（61歲）            | 1971年6月（54歲） | 1966年7月（58—59歲）                  |
| 就任日期 | 2022年9月                   | 2022年4月                     | 2021年10月        | 2022年4月                             |

### 历任领导
| 市委书记 - 庄洪泽（1983年8月－1990年1月） - 卢展工（1990年1月－1991年3月） - 梁平波（1991年3月－1993年12月） - 王国平（1993年12月－1998年1月） - 陈加元（1998年1月－2003年2月） - 黄坤明（2003年2月－2007年8月） - 陈德荣（2007年9月－2010年7月） - 李卫宁（2010年7月－2013年3月） - 鲁俊（2013年3月－2018年6月） - 张兵（2018年7月－2022年9月） - 陈伟（2022年9月－） | 市长 - 周洪昌（1983年8月－1991年3月） - 杜云昌（1991年3月－1996年3月） - 夏益昌（1996年3月－1999年3月） - 杨荣华（1999年3月－2002年3月） - 陈德荣（2002年3月－2007年9月） - 李卫宁（2007年9月－2010年12月） - 鲁俊（2010年12月－2013年3月） - 肖培生（2013年3月－2015年4月） - 林健东（2015年4月－2016年3月） - 胡海峰（2016年3月－2018年7月） - 毛宏芳（2018年7月－2021年10月） - 李军（2021年10月－） |

### 行政区划
嘉兴市现辖2个市辖区、2个县，代管3个县级市。
- 市辖区：南湖区、秀洲区
- 县级市：海宁市、平湖市、桐乡市
- 县：嘉善县、海盐县

正式行政区外设立以下经济功能区：嘉兴经济技术开发区、嘉兴工业园区、嘉兴港区、独山港区。

## 人口
根据2020年第七次全国人口普查，全市常住人口为5,400,868人。同第六次全国人口普查的4,501,657人相比，十年共增加了899,211人，增长19.98%，年平均增长率为1.84%。其中，男性人口为2,814,061人，占总人口的52.1%；女性人口为2,586,807人，占总人口的47.9%。总人口性别比（以女性为100）为108.79。0－14岁的人口为652,445人，占总人口的12.08%；15－59岁的人口为3,705,861人，占总人口的68.62%；60岁及以上的人口为1,042,562人，占总人口的19.3%，其中65岁及以上的人口为758,584人，占总人口的14.05%。居住在城镇的人口为3,852,932人，占总人口的71.34%；居住在乡村的人口为1,547,936人，占总人口的28.66%。
2022年末全市户籍人口371.85万人,比上年末增加4.47万人。据2021年5‰人口变动抽样调查推算，年末全市常住人口总量551.60万人，比上年末增加10.5万人，其中城镇人口达到396.41万人，人口城镇化率达到71.9%，比上年提高0.6个百分点。
据嘉兴市公安局统计，截至2008年底，嘉兴市有外来暂住人口221万，其中来源最多的为湖南省（46万）、重庆市（44万）、江西省（29万）、安徽省（22万）、四川省（18.5万）。

### 民族
全市常住人口中，汉族人口为5,249,020人，占97.19%；各少数民族人口为151,848人，占2.81%。与2010年第六次全国人口普查相比，汉族人口增加807,048人，增长18.17%，占总人口比例下降1.49个百分点；各少数民族人口增加92,163人，增长154.42%，占总人口比例增加1.49个百分点。

## 交通
嘉兴市内的交通极其方便，可以使用多种交通工具，并且公路等级都较高，路况较好。嘉兴在沪昆铁路、沪杭高速公路、苏嘉杭高速公路的交汇处，与外地交通亦高度便捷。在其一小时到达圈内，可以前往上海虹桥国际机场、上海浦东国际机场、杭州萧山国际机场等空港，并可以抵达嘉兴港、杭州港、上海外高桥港、上海芦潮港、舟山港、宁波港、洋山港等大型海港。并且已经建成嘉兴轨道交通。此外，嘉善县提出希望苏州轨道交通10号线，上海轨道交通17号线延伸到嘉善，浙江省提出9号线延伸到嘉兴，南湖和嘉善共同力争对接上海17号线。2020年6月，中国城市规划设计研究院上海分院规划四所所长闫岩表示，在长江三角洲地区交通运输更高质量一体化发展规划中强化了示范区和虹桥枢纽的城际轨道链接，谋划了一条经过嘉兴直达虹桥的城际线路。2020年6月，上海市交通委来嘉兴学习交流，双方就推进沪嘉交通一体化发展相关事项进行了深入交流，嘉兴市长提出推动沪嘉空港、海港协同发展；加强沪嘉既有交通通道利用提升；加快推动一体化示范区轨道交通融合；深化嘉兴接轨上海交通通道谋划研究。
在高速公路不发达的年代，嘉兴以水运为主，年发送旅客在2亿人次。铁道年发送旅客750万到800万人次。公路客运年发送旅客是3900万到4200万人次。嘉兴市本级城市公交年发送旅客是5900万到6450万人次。目前嘉兴市本级汽车拥有量是170万辆（私用110万），密度1辆/2.8人。

### 公路

#### 高速公路

##### 三横（自北向南）
- 申嘉湖高速
- 沪杭高速（沈士枢纽以东为 沪昆高速部分，大港枢纽至步云枢纽为 杭州湾环线高速部分）
- 杭浦高速(包括 杭州湾环线高速,乍浦以东称为 沈海高速)

##### 三纵（自西向东）
- 苏台高速（凤鸣枢纽至福全枢纽为 杭州都市圈环线部分）
- 常台高速
- 常嘉高速

##### 支线
- 杭州绕城高速
- 杭州都市圈环线
- 乍嘉苏高速（南湖枢纽至江浙省界为 常台高速部分，苏州称苏嘉杭高速公路）
- 练杭高速

#### 国省道
- 104国道
- 228国道
- 320国道
- 524国道
- 525国道
- 634国道
- 202省道
- 206省道
- 207省道
- 211省道
- 212省道
- 302省道
- 303省道

### 铁路

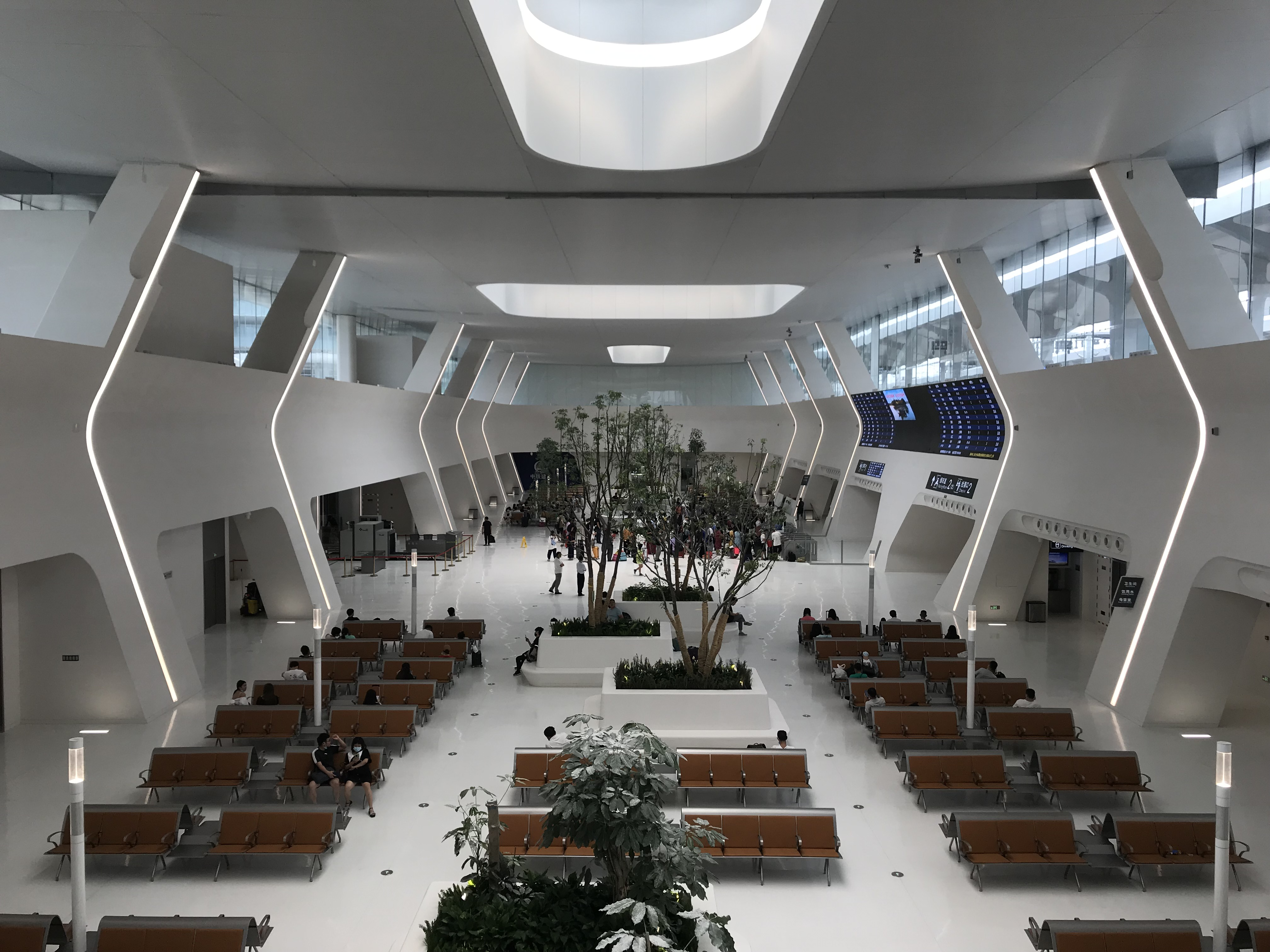
改建后的嘉兴站南候车厅

- 沪昆铁路，境内设有嘉兴站、嘉兴东站、马王塘站
- 沪昆客运专线，境内设有嘉兴南站
- 通苏嘉甬铁路，已开工建设，境内设有嘉兴北站、嘉兴南站、海盐西站

### 城际轨道
- 杭海城际铁路，连接杭州与海宁的地铁制式城际轨道，已于2021年6月通车。
- 沪嘉城际铁路，建设中的连接嘉兴南站与松江的城际轨道，境内设有嘉兴南站、曹庄站、嘉兴科技城站、湘家荡南站、七星站等站。
- 沪平城际铁路，建设中的连接平湖与金山的城际轨道。
- 海嘉城际铁路，规划中的连接海宁市市区和嘉兴市嘉兴南站的城际轨道，全长约24公里。线路起自杭海城际铁路碧云站，终到嘉兴南站。目前仅是前期研究。[18]
- 沪苏嘉城际铁路，起于嘉善站，终于上海虹桥火车站，途径姚庄、西塘、青浦。目前已经正式开工建设。

### 有轨电车
- 嘉兴有轨电车共规划7条线路，总长98千米。一期工程于2019年9月获批，包含2条线路，总长15.6千米。1号线示范段（纺工路滨河路站至嘉兴南站，10.6千米）于2021年6月25日14时运营[19][20]。

### 水运
- 京杭大运河
- 杭申线
- 六平申线
- 乍嘉苏线
- 湖嘉申线

## 文化

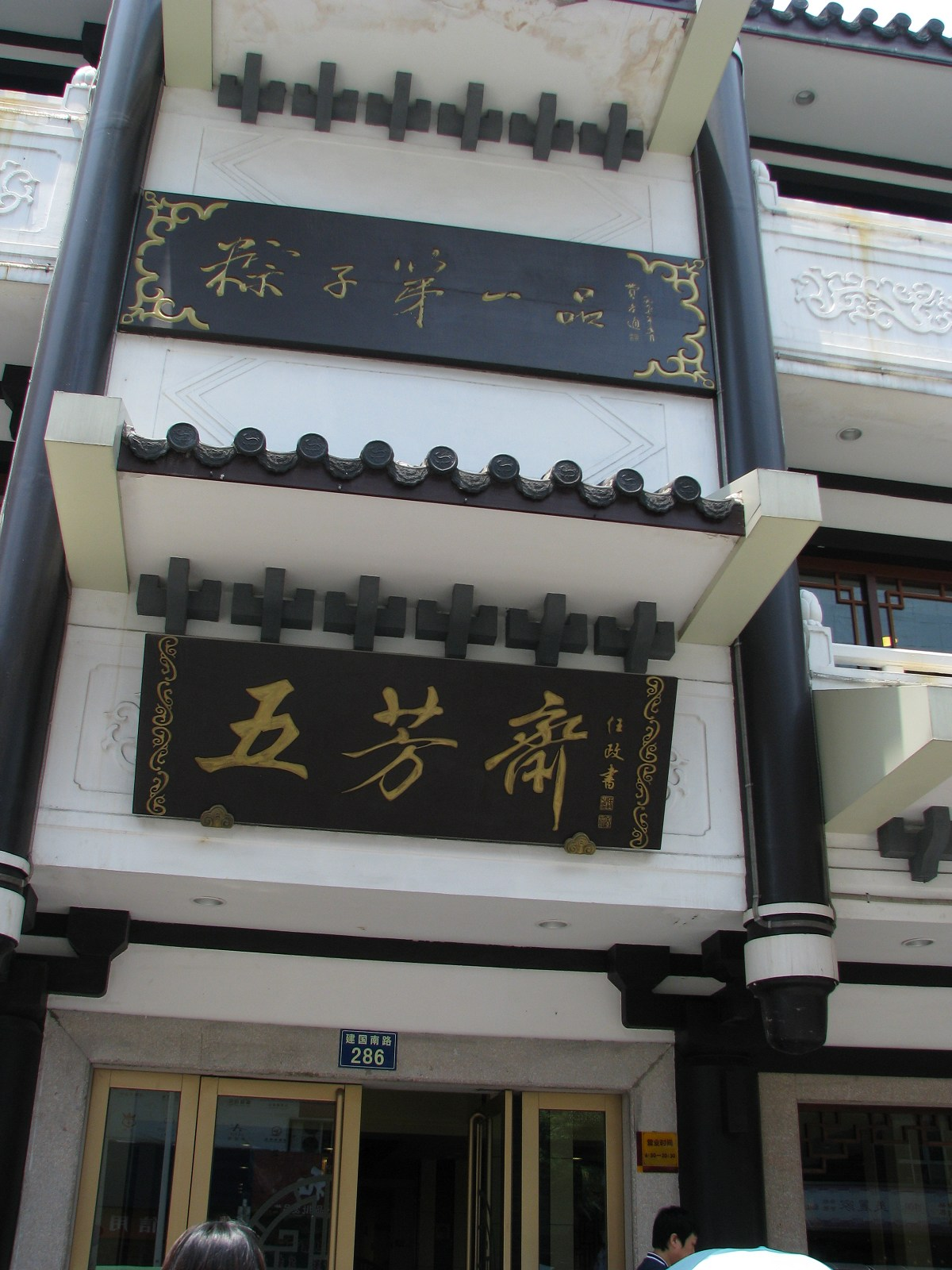
粽子名店五芳齋

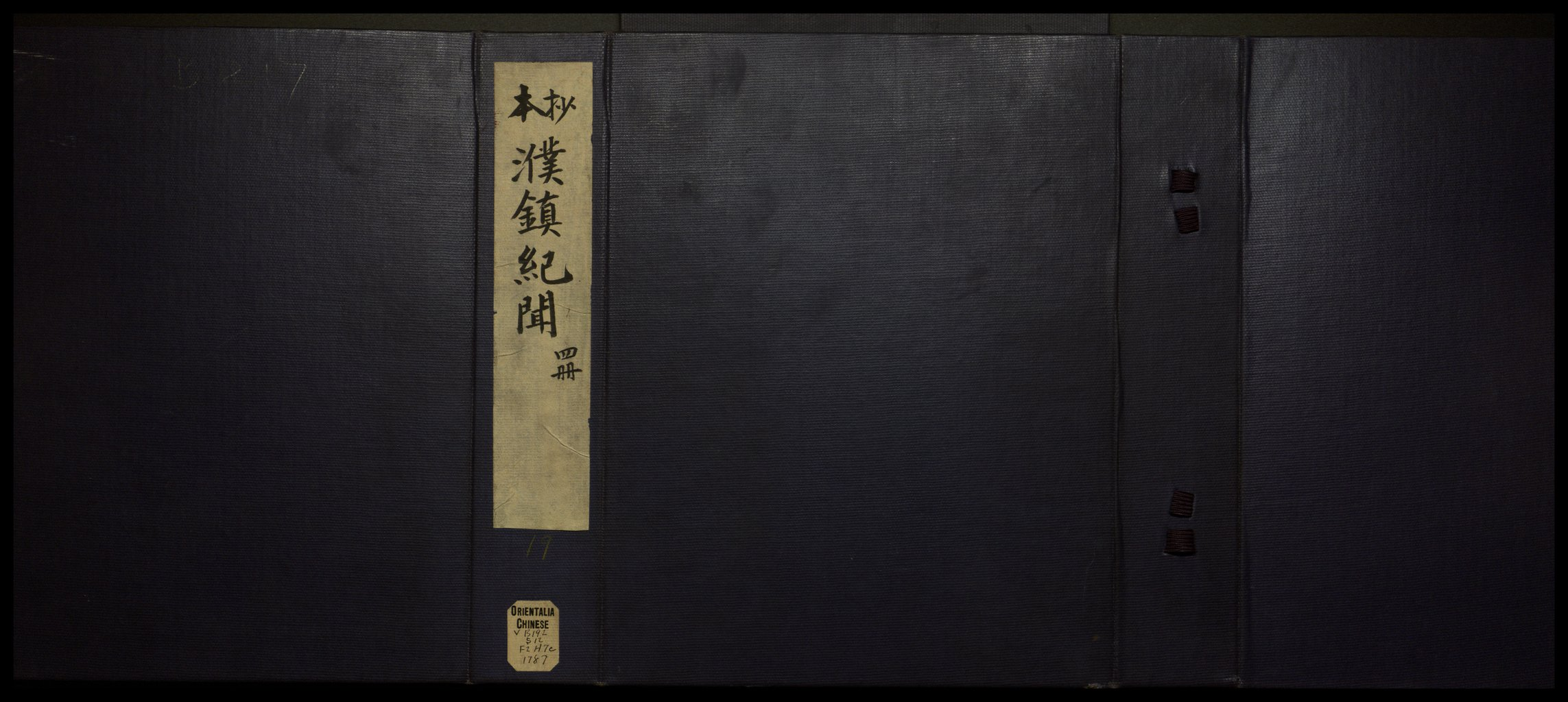
濮鎮紀聞

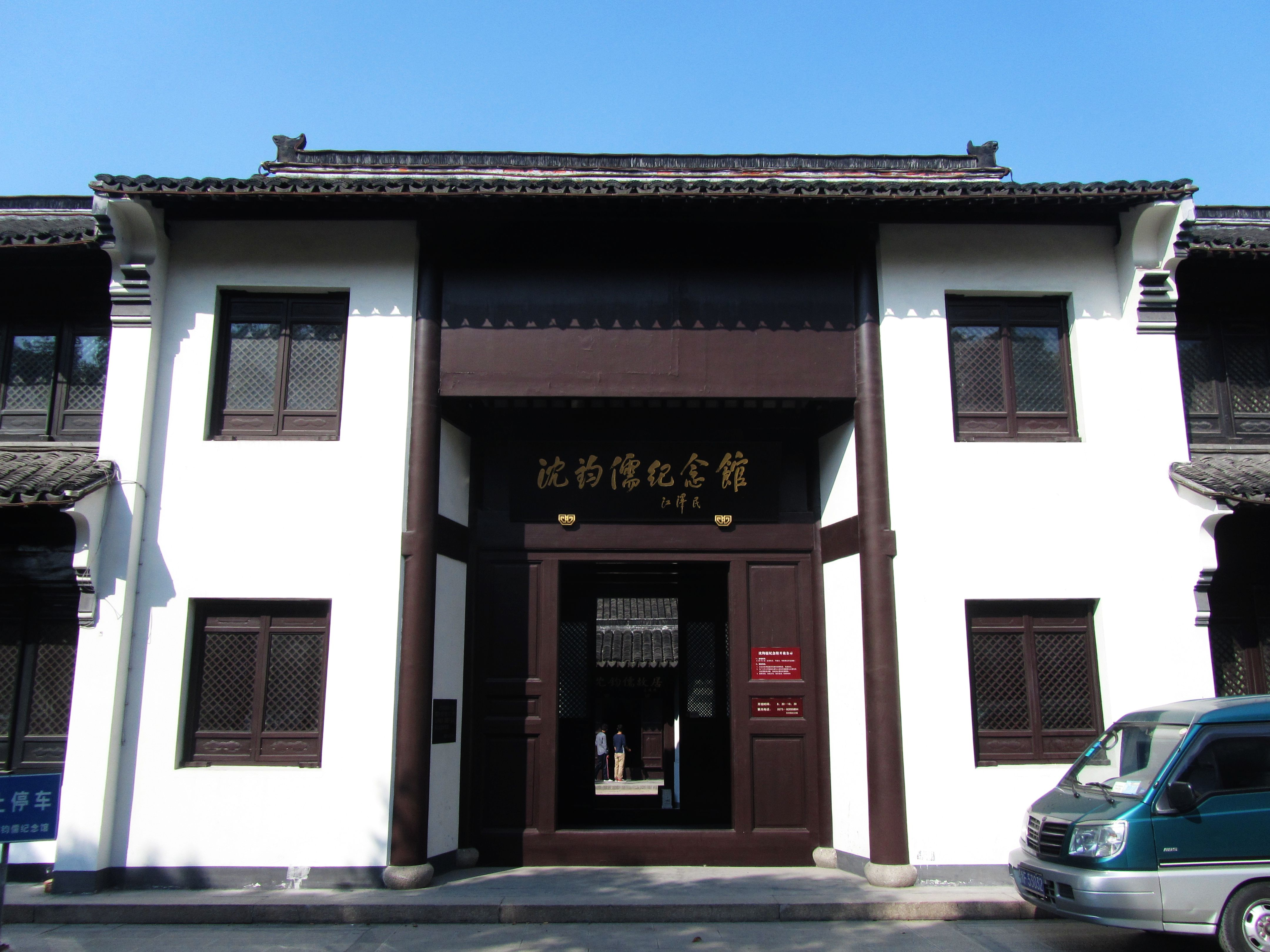
沈钧儒故居

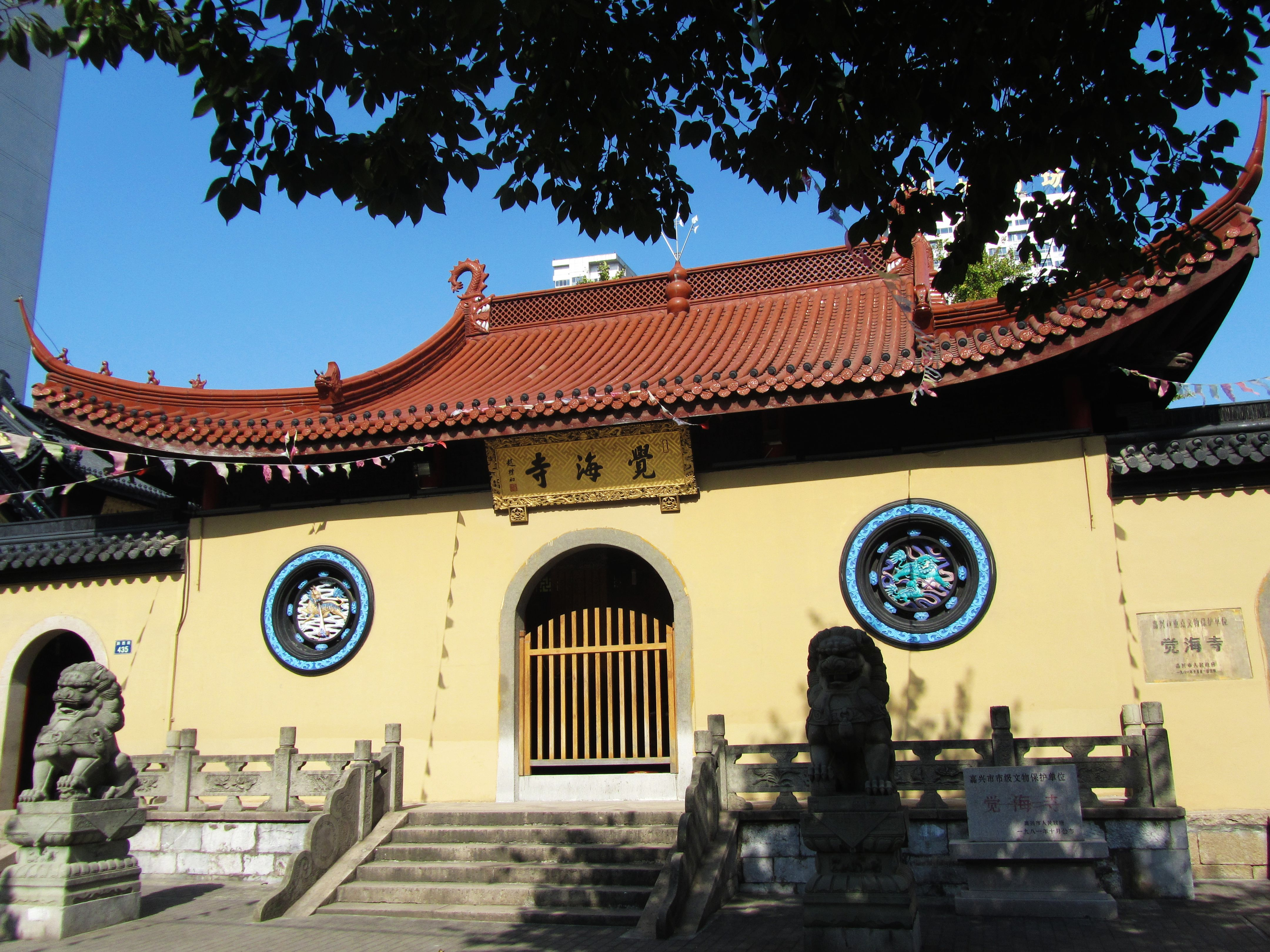
覺海寺

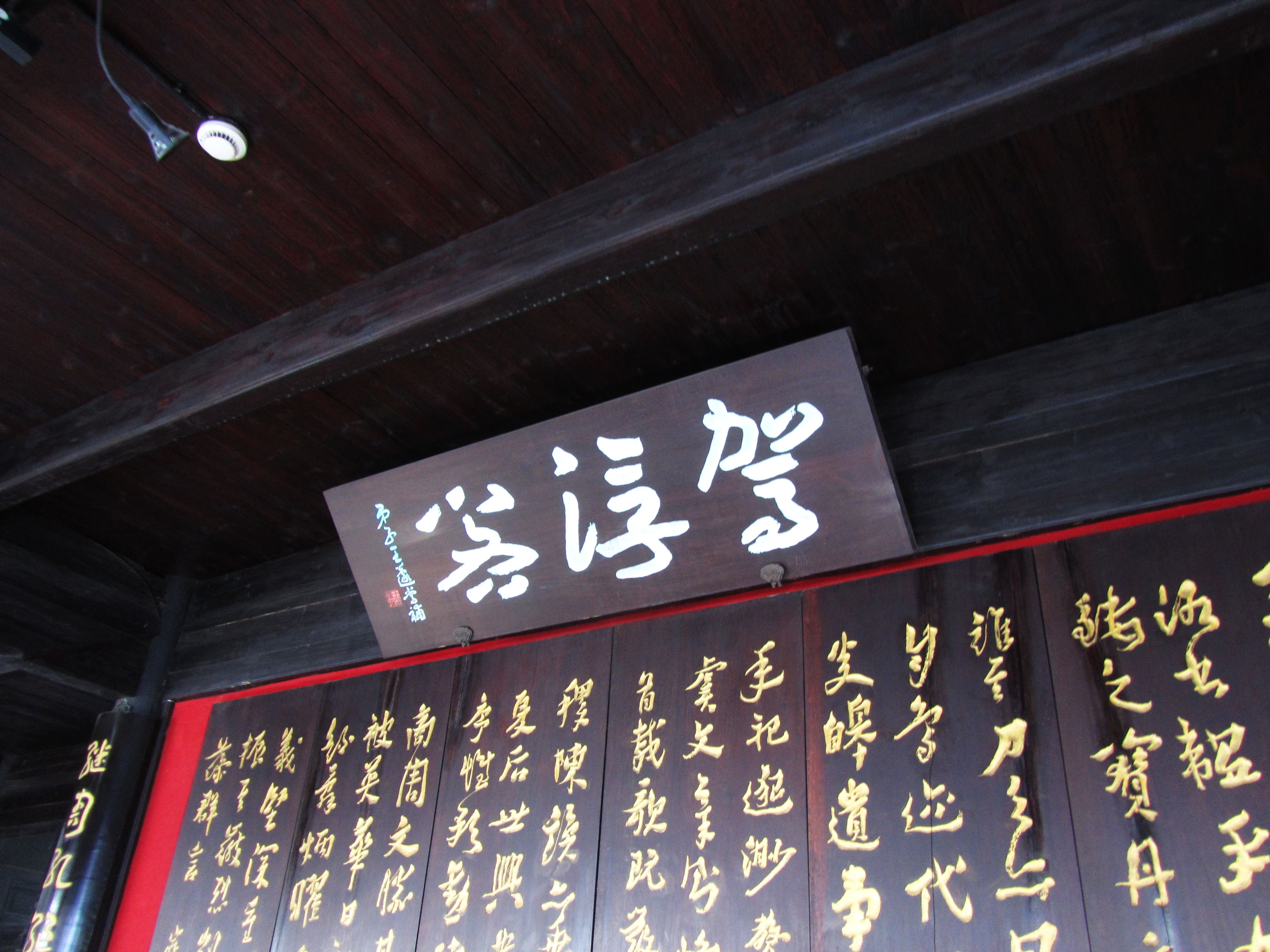
沈曾植故居

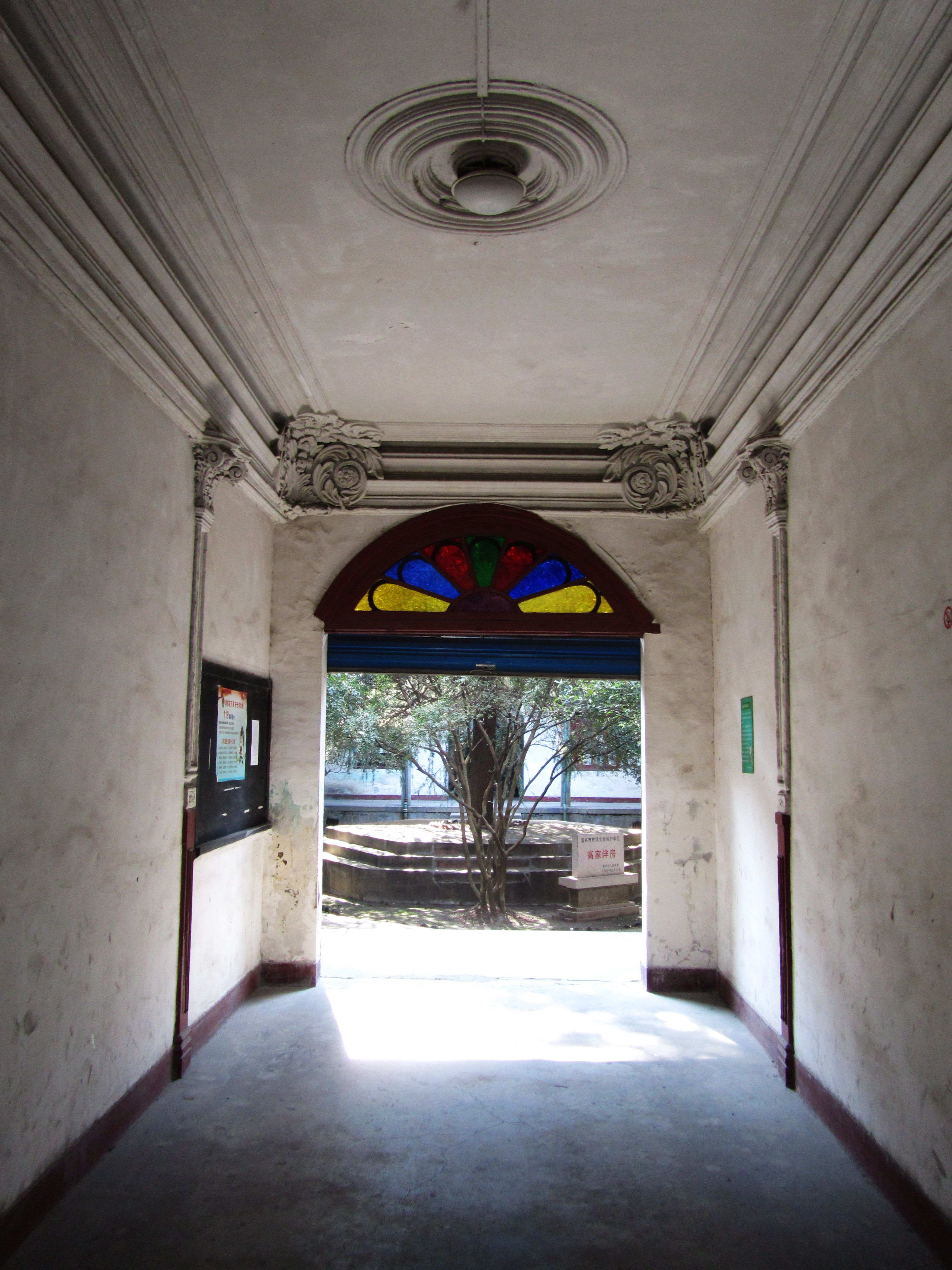
高家洋樓

### 方言
方言：吴语（太湖片）
嘉兴全境通行吴语，历史上是吴越交界处，有吴根越角之称。嘉兴吴语兼具苏州话的软，上海话的嗲，宁波话的硬，特色鲜明，与周边的湖州，苏州、绍兴，杭州等地方言极为接近，基本可以互通，是北部吴语中较有典型性的一门方言。
历史上嘉兴属于苏州，后分出秀州，其后秀州又分出华亭，而华亭为今日上海松江一带，世人皆言嘉兴吴语和上海吴语在读音、语调、语法等方面最为接近。事实上上海话最原始的状态差不多等同于今日嘉兴话，故而常有嘉兴人到其他城市被误认为是上海人。吴文化的因素和较近的地理关系也使这两座城市关系特别亲厚，沪嘉两地各方面交流今年愈加频繁，大有实现同城化之势。
随着推普大潮的到来，吴语在嘉兴日渐式微，不少嘉兴人甚至根本不知道自己说的嘉兴话就是吴语。由于吴语被驱赶出主流媒体的舞台，很多嘉兴孩子和周边的上海、苏州的孩子一样，从小在电视上和学校里只接触普通话，另一方面由于不少父母都刻意不教孩子吴语，导致很多嘉兴孩子失去了学习吴语的机会和途径。对相当数量的嘉兴孩子来说，吴语已经不是他们的母语，而是一门只有爷爷奶奶才会说的方言。他们多半会听不会讲，连“姆妈”“吾奴”“上昼下昼”“氽油条”“死蟹一只”“做死腔”“汏衣裳”“困晏觉”这样简单的吴语都不会说，甚至连嘉兴人最引以为豪的五芳斋粽子的“斋”字很多孩子都不会念。在嘉兴常有老人抱怨，孙子孙女不会说土话（嘉兴人对本地吴语的称呼）导致祖孙感情交流出现障碍，更有甚者因此而引发家庭内部矛盾。

### 文化
吴越文化的概念在新一代嘉兴孩子心中已经消散。吴语的断代问题让不少持不同意见的热心人士极为忧虑，近年于江南一带，有热心人士发出“保护吴语”“教孩子说吴语”“留住江南文化的根”“尊重文化多样性”等呼声，上海、苏州、杭州等地接连有吴语爱好者进行宣传保护吴语的活动，嘉兴本地也渐渐有一些小规模的保护和研究吴语的团体，嘉兴日报等官方媒体开始关注吴语的生存危局并时有正面报道。

### 风俗
每年农历五月初五的时候，嘉兴的居民也会庆祝端午节，可是他们纪念的不是屈原，而是嘉兴二代城的开城者——伍子胥。伍子胥在这一天建立嘉兴二代城，而且很巧合的事情是，这一天也是伍子胥尸体被抛入钱塘江的日子。所以嘉兴人对于伍子胥感情很深厚，每年端午都会举行隆重的祭祀活动。

### 特产
- 粽子
- 南湖菱
- 杭白菊
- 斜桥榨菜
- 凤桥水蜜桃
- 文虎酱鸭
- 宏达烧鸡
- 蓝印花布

## 教育

### 中学教育

#### 南湖区
- 嘉兴市第一中学
- 北京师范大学南湖附属学校
- 嘉兴一中实验学校
- 秀州中学
- 嘉兴高级中学
- 嘉兴市第三中学
- 嘉兴市第四高级中学
- 嘉兴市南湖高级中学
- 嘉兴市第五高级中学
- 北大附属嘉兴实验学校
- 清华附中嘉兴实验学校
- 东北师范大学南湖实验学校
- 嘉兴省身学校

#### 秀洲区
- 嘉兴市秀洲现代实验学校
- 嘉兴市开明中学（2020年中考开始被教育局勒令停招，已实质性废校）
- 嘉兴市二十一世纪外国语学校
- 嘉兴市秀水高级中学

#### 经开区
- 嘉兴一中实验经开学校
- 嘉兴市城南中学
- 嘉兴市运河实验学校
- 嘉兴市洪兴实验学校
- 嘉兴市塘汇实验学校
- 嘉兴国际商务区实验中学
- 同济大学附属嘉兴实验学校

### 高等教育
- 嘉兴大学
- 嘉兴南湖学院
- 嘉兴职业技术学院
- 嘉兴南洋职业技术学院
- 同济大学浙江学院
- 浙江嘉兴教育学院
- 浙江大学海宁国际校区
- 浙江财经大学东方学院

## 工业园区

### 嘉兴科技城
嘉兴科技城，创建于2003年底，是嘉兴市引进智力资源，提高自主创新能力，以达到调整经济结构、促进经济转型升级目的所进行的一项重要实践。嘉兴市南湖区政府派出管理委员会，下设投资公司，负责嘉兴科技城的运营开发。嘉兴科技城以平台建设为主要任务，通过引进大院名校，打造产业园区等手段，目前已经形成以浙江清华长三角研究院和中国科学院嘉兴应用技术研究与转化中心为核心的应用技术研发和转化平台，以孵化园、软件园、通讯园、芯片园、生物园、材料园为载体的产业孵化和培育平台。嘉兴科技城一期园区3.65平方公里，二期园区计划拓展至10.67平方公里。

### 浙江嘉善经济开发区
浙江嘉善经济开发区于1993年经浙江省人民政府批准设立为省级经济开发区，1999年2月批准为浙江省省级台商投资区，2011年6月经国务院批准为国家级开发区，总规划面积65.5平方公里，分设电子信息产业园、精密机械工业园、台湾螺丝城及国际家具园四个专业园区。至今开发区已完成开发面积为20平方公里。嘉善是浙江省外商最密集的区域之一，至今已形成了电子信息、精密机械、木业家俱、纺织服装等专业园区。开发区主要以工业为主，以配套服务为辅，电子信息、精密机械、先进装备制造业及现代服务业是嘉善政府重点鼓励发展的产业方向。全区基础设施已达到“九通一平”的条件。

### 嘉兴德国产业园
嘉兴产业园共分三个园区：园区A、园区B以及园区C，一小时内可到达上海、杭州、苏州或宁波。园区的战略发展方向主要集中在以下的几种产业：来自德国、奥地利、瑞士的企业项目；环保装备项目；轻工业；手工制造业；汽车配件及整车制造业；家用电器；电子制造业；IT及半导体；物流；服务性行业。

## 旅游
- 嘉善縣西塘
- 桐乡市乌镇镇
- 海鹽縣南北湖
- 南湖区南北湖风景名胜区南湖
- 南湖区船文化博物馆
- 南湖区月河历史街区
- 南湖区嘉兴三塔
- 南湖区梅湾街
- 南湖区七星镇湘家荡
- 南湖区双魁巷
- 南湖区子城嘉兴内城
- 南湖区落帆亭
- 秀洲区新塍镇新塍古镇
- 秀洲区王江泾镇油车港镇莲泗荡
- 秀洲区王店镇朱彝尊曝书亭

### 全国重点文物保护单位
- 茅盾故居
- 罗家角遗址
- 马家浜遗址
- 盐官海塘及海神庙
- 绮园
- 中国共产党第一次全国代表大会会址注7
- 谭家湾遗址
- 南河浜遗址
- 莫氏庄园
- 安国寺经幢
- 王国维故居
- 庄桥坟遗址
- 新地里遗址
- 长安画像石墓
- 吴镇墓
- 陈阁老宅
- 惠力寺经幢
- 乍浦炮台
- 嘉兴文生修道院与天主堂
- 大运河（包括长虹桥、杉青闸遗址、秀城桥、落帆亭、长安闸、嘉兴分水墩）

## 友好城市

#### 国内
- 湖南省怀化市
- 陕西省延安市
- 广西壮族自治区玉林市
- 广西壮族自治区来宾市
- 黑龙江省牡丹江市
- 甘肃省嘉峪关市
- 四川省广元市
- 上海市金山区

#### 国际
- 日本静冈县富士市（1989年1月13日；平成元年平成1年）
- 德国萨克森-安哈尔特州哈雷（2009年9月22日）
- 江原道江陵市（1999年6月11日）
- 西澳大利亚州班伯利 (西澳)（2000年10月13日）

以下未缔结友好城市关系，但建立了友好交流关系：
- 挪威西福尔-泰勒马克郡桑讷菲尤尔（2001年5月11日）
- 美国伊利諾州昆西（2004年11月24日）
- 美国印第安纳州门罗县布鲁明顿（1994年5月20日）
- 美国佛罗里达州坦帕（2001年6月6日）
- 巴西里约热内卢州尼泰罗伊（2002年5月24日）
- 丹麦雷比爾市鎮（2004年9月23日）
- 義大利蓬萨科（2001年9月1日）
- 哈博罗内洛巴策（2002年5月9日）
- 加拿大德拉蒙德维尔（2004年3月19日）
- 美国马里兰州洛克维尔（2009年9月14日）